# 關麗珊
關麗珊，香港作家，香港出生，中醫學學士，曾任報刊編輯、創作顧問，普普工作坊出版人。現全職寫作。

## 著作
| 系列名稱       | 年分 | 書名                                     | 象徵事物／備註 |
| -------------- | ---- | ---------------------------------------- | -------------- |
| 擁抱世界正能量 | 2019 | 泰國篇︰闖進山洞的泰國少年               | 如何衝出逆境   |
| 擁抱世界正能量 | 2019 | 柬埔寨篇︰柬埔寨的微笑力量               | 如何苦中作樂   |
| 擁抱世界正能量 | 2019 | 篇︰韓國女團的夢想舞台                   | 如何夢想成真   |
| 擁抱世界正能量 | 2019 | 印度篇︰走出黑暗的印度少女               | 如何擺脫貧困   |
| 擁抱世界正能量 | 2020 | 美国篇︰凌晨四點的洛杉磯——高比拜仁的傳奇 | 如何堅持夢想   |
| 擁抱世界正能量 | 2020 | 瑞典篇︰瑞典環保少女的呼籲               | 關注氣候變化   |
| 擁抱世界正能量 | 2021 | 中国篇︰中國棋手的智慧之戰               | 如何反敗為勝   |

- 小說
  - 《燃燒在冰冷都市的愛》
  - 《與天使同眠》
  - 《沒有終點的假期》
  - 《時間流轉的聲音》
  - 《快樂的蜜糖圈餅》
  - 《紅色舞衣》
  - 《親密關係》
  - 《白色珊瑚的溫柔》
  - 《與幽靈同屋》
  - 《F.1A》
  - 《F.2A》
  - 《F.3A》
  - 《F.4A》
  - 《F.5A》
  - 《再見A班》
  - 《A班之粉筆字》
  - 《公主的內在美》
  - 《雲上的舞蹈》
  - 《天空教室》
  - 《浩然的抉擇》
  - 《中二丁班》
  - 《我不是黑羊》
  - 《睡公主和騎士》
  - 《七月--小說vs小說創作》
  - 《十七歲的地圖》
- 散文
  - 《微笑人生－－樂在貧窮中》
  - 《相約在東瀛》
  - 《藍色夏日》
  - 《健美此中尋》
  - 《遊戲時讀書》
  - 《好玩通識詞典》
  - 《狐狸的四季》
  - 《我們的天空》
  - 《閱讀城市》
  - 《資懮生與課室大哥》
  - 《中醫學生札記》
  - 《從死海古卷到抹大拉的馬利亞教堂——歐洲地中海自由遊》

## 外部連結
- 香港教育城-圖書館 （页面存档备份，存于）
- 關麗珊作品留言板 （页面存档备份，存于）
- 關麗珊臉書 （页面存档备份，存于）